# Свята і пам'ятні дні в Україні
Свята України — офіційно встановлені в Україні державні свята, великі релігійні свята, святкові дні, професійні свята та пам'ятні дні. Згідно зі статтею 92 Конституції України державні свята можуть встановлюватися виключно Законами України. День Конституції України встановлений статтею 161 Основного Закону України. Інші свята встановлено  законами України, Постановами Верховної Ради України, Указами Президента України або залишилися у спадок від УРСР та визначаються Кодексом Законів про працю України, прийнятим ще у 1971 році. 
Серед усіх святкових та пам'ятних днів в Україні, відповідно до Кодексу законів про працю України, затвердженого Верховною Радою України, станом на 29 липня 2023 року 11 днів на рік мають офіційний статус неробочих днів. Стаття 73 Кодексу встановлює Святкові і неробочі дні. 
Нижче наведено повний список святкових та пам'ятних днів в Україні.

## Список
Рожевим кольором позначені державні свята, встановлені ст. 73 Кодексу законів про працю України, які є вихідними днями. Відповідно до частини 6 статті 6 Закону України «Про організацію трудових відносин в умовах воєнного стану» від 15 березня 2022 року, норми ст. 73 КЗпП України на період воєнного стану не застосовуються і вихідні дні є робочими. Також не застосовуються норми статті 53 КЗпП, яка встановлювала тривалість роботи напередодні святкових, неробочих і вихідних днів, частин 3-5 статті 67 КЗпП.
Жовтим кольором позначені великі релігійні свята церков візантійського обряду. З 1 вересня 2023 року ПЦУ та УГКЦ перейшли на новий церковний календар. Це означає, що частину свят віряни відзначатимуть в інші дати, ніж звикли — вони змістилися на 13 днів назад.
Даний список дійсний з 1 вересня 2023 року:
| Святкові та пам'ятні дні, що відзначають в Україні | | |
| Дата | Назва | Інформація |
| Січень | | |
| 1 січня | Новий рік | Свято є державним вихідним днем. У всіх регіонах для дітей організовано проводяться новорічні ранки з подарунками. Для старшого покоління проводяться різні концерти. Вихідний день в Україні з 1898 року, у 1930—1947 був робочим днем. Відновлено вихідний день з 1948 року. |
| 1 січня | День Святого Василія Великого | Християнське Свято. Відзначається усіма християнами в Україні. Також Обрізання Христове і Всесвітній день миру. |
| 5 січня | Хрещенський святвечір | Урочисте свято. Його відзначають напередодні Водохреща (Богоявлення). |
| 6 січня | Богоявлення | Християнське Свято. Відзначається усіма християнами в Україні. Свято Хрещення Ісуса Христа в Йордані. |
| 20 січня | День вшанування захисників Донецького аеропорту | День вшанування пам'яті захисників, які тримали оборону Донецького аеропорту з 26 травня 2014 року до 22 січня 2015 року під час війни на сході України. Відзначається згідно зі спільним Наказом Міністра оборони України та Головнокомандувача Збройних Сил України. |
| 22 січня | День Соборності України | День об'єднання українських земель УНР і ЗУНР згідно з Актом Злуки від 22 січня 1919 року. Спершу встановлене указом Президента України від 25 січня 1999, однак 30 грудня 2011 року указом Президента України Віктора Януковича № 1209/2011 скасоване разом із Днем Свободи. Натомість тим самим указом було встановлене нове свято — День Соборності та Свободи України, що також відзначалося 22 січня. Останнє скасоване указом Президента України № 871/2014, і цим же указом відновлене святкування Дня соборності. |
| 24 січня | День зовнішньої розвідки України | День установлений 22 листопада 2018 року Президентом України Петром Порошенком ураховуючи значний внесок співробітників розвідувальних органів України у справу забезпечення захисту національних інтересів України від зовнішніх загроз, а також життя, здоров'я її громадян та об'єктів державної власності за межами України, зміцнення обороноздатності держави, з метою відродження національної розвідувальної ідентичності та започаткування сучасних традицій вшанування звитяг зовнішньої розвідки України. |
| 26 січня | День працівників контрольно-ревізійної служби України | 26 січня 1993 року був підписаний Закон «Про державну контрольно-ревізійну службу в Україні». З тих пір 26 січня неофіційно святкується як «День працівника контрольно-ревізійної служби України». |
| 29 січня | День пам'яті Героїв Крут | В цей день відбулася Битва під Крутами |
| Лютий | | |
| 2 лютого | Стрітення | Християнське Свято. Відзначається усіма християнами в Україні. Відзначають в пам'ять про те, як Свята Діва Марія принесла до Єрусалимського Храму Ісуса Христа на 40-й день після його народження. |
| 5 лютого | День Державної спеціальної служби транспорту | Указом Президента України від 06 січня 2025 року № 14/2025 в Україні встановлено професійне свято працівників Державної спеціальної служби транспорту, яке відзначає їхній вагомий внесок у забезпечення стабільного функціонування національної транспортної системи, технічного захисту та відновлення об’єктів, а також участь в обороні держави в мирний час і в особливий період. |
| 15 лютого | День вшанування учасників бойових дій на території інших держав                                                                                                | Відповідно до Указу Президента України від 11 лютого 2004 року, 15 лютого в Україні відзначається День вшанування учасників бойових дій на території інших держав. Цей день приурочений до роковин виведення військ СРСР з Афганістану. |
| 16 лютого | День військового журналіста України | Відповідно до Наказу Міністра оборони України № 63 від 14.02.2018 [Архівовано 15 лютого 2022 у Wayback Machine.], щорічно 16 лютого проводяться заходи з відзначення кращих військових журналістів, прес-офіцерів, офіцерів зі зв'язків з громадськістю |
| 20 лютого | День Героїв Небесної Сотні | День вшанування пам'яті загиблих мітингувальників «Революції гідності». 21 лютого на Майдані Незалежності у місті Києві відбулось прощання [Архівовано 16 листопада 2015 у Wayback Machine.] із загиблими повстанцями, яких в жалобних промовах назвали «Небесною сотнею». Встановлене 11 лютого 2015 року. |
| 20 лютого | День соціальної справедливості | Свято встановлене 4 листопада 2011 року. Дата збігається з Всесвітнім днем соціальної справедливості. |
| 26 лютого | День кримського спротиву російській окупації | Встановлений 26 лютого 2020 року |
| Березень | | |
| 8 березня | Міжнародний жіночий день | Свято, присвячене жінкам, яке відзначається у ряді країн. 8 березня є офіційним вихідним днем в Україні, Росії, Азербайджані, Білорусі, Грузії, Казахстані, Киргизстані, Македонії, Молдові, Таджикистані, Туркменістані, а також в Монголії та В'єтнамі. Вихідний день в Україні з 1966 року. |
| Друга субота березня | День землевпорядника | День землевпорядника відзначається в Україні з 1999 року, коли Указом Президента № 1556/99 була підтримана ініціатива Державного комітету України із земельних ресурсів і Союзу землевпорядників України. |
| 14 березня | День українського добровольця | День встановлений 17 січня 2017 року Верховною Радою України з метою вшанування мужності та героїзму захисників незалежності, суверенітету та територіальної цілісності України, сприяння дальшому зміцненню патріотичного духу у суспільстві, посиленню суспільної уваги та турботи до учасників добровольчих формувань та на підтримку ініціативи громадськості. |
| 18 березня | День працівника податкової та митної справи України | Професійне свято встановлене 11 жовтня 2013 року. Скасоване 25 червня 2020 р. |
| Третя неділя березня | День працівників житлово-комунального господарства і побутового обслуговування населення                                                                       | Відзначається в Україні згідно з Указом Президента № 46/94, від 15 лютого 1994 року в редакції Указу Президента № 385/95 від 19 травня 1995 року. |
| 24 березня | Всеукраїнський день боротьби із захворюванням на туберкульоз                                                                                                   | З метою активізації діяльності щодо запобігання виникненню і розповсюдженню туберкульозу, враховуючи рекомендації Всесвітньої Організації Охорони здоров'я і на підтримку ініціативи Громадського руху «Українці проти туберкульозу» [Архівовано 27 березня 2022 у Wayback Machine.] Президент України %2F2002 Указом № 290/2002 від 22.03.2002, встановив Всеукраїнський день боротьби з туберкульозом. |
| 25 березня | День Служби безпеки України | 25 березня 1992 року Верховна Рада України прийняла Закон «Про Службу безпеки України», Цей день з 2001 року згідно з Указом Президента № 193/2001 відзначається як День Служби безпеки України (СБУ). |
| 25 березня | Благовіщення | Християнське Свято. Відзначається усіма християнами в Україні. В основі свята — повідомлення архангела Гавриїла Діві Марії «благої вісті» (звідси і Благовіщення) про народження у неї божественного немовляти, Спасителя роду людського. |
| 26 березня | День Національної гвардії України | Свято встановлене 18 березня 2015 року. Раніше цього дня відзначався День внутрішніх військ Міністерства внутрішніх справ України. Цього дня у 1992 році Верховною Радою України було ухвалено Закону «Про внутрішні війська Міністерства внутрішніх справ України». Замість Внутрішніх військ МВС у 2014 році створено Національну гвардію України. |
| Квітень | | |
| 1 квітня | День сміху | Неофіційне свято. За традицією, цього дня заведено жартувати над друзями, членами сім'ї, колегами і т. д. Ці жарти зазвичай спрацьовують, якщо людина забула, який сьогодні день. |
| Перша неділя квітня | День геолога | Указом Президента України від 07 лютого 1995 року № 110/95 в Україні встановлено професійне свято працівників геології, геодезії і картографії. Це одне зі свят, час святкування якого зберігся незмінним з 1966 року. |
| 12 квітня | День працівників ракетно-космічної галузі України | 12 квітня 1961 року радянський космонавт Юрій Гагарін вперше побував в космосі. Указом Президента України № 230 від 13 березня 1997 року в Україні цей день проголошено днем працівників ракетно-космічної галузі України. |
| 17 квітня | День пожежної охорони | Професійне свято встановлене 11 жовтня 2013 року. |
| 18 квітня | День пам'яток історії та культури | 18 квітня — Міжнародний день визначних пам'яток і історичних місць. В Україні це свято встановлене Указом Президента України від 23.08.1999 № 1062/99 на підтримку ініціативи учених, архітекторів, реставраторів, працівників державних органів охорони пам'ятників історії і культури. |
| Третя субота квітня | День довкілля | Свято встановлене згідно з Указом Президента України «Про День довкілля» № 855/98. |
| Неділя після першого повного місяця після фіксованого весняного рівнодення 21 березня (3 квітня) (неділя між 22 березня (4 квітня) і 25 квітня (8 травня) | Великдень або Пасха | Християнське свято Воскресіння Ісуса Христа. Завжди припадає на неділю, в Україні на державному рівні відзначають відповідно до православної традиції. Оскільки свято припадає на вихідний день, наступний понеділок в Україні — неробочий день. Офіційне встановлено свято з 1991 року, але це не призвело до збільшення вихідних день, оскільки свято завжди припадає на неділю. У 1995—1997 роках понеділок після Великодня був вихідним днем, оскільки був прийнятий закон про перенесення свят, які збігаються з суботою та неділею. У 1998—1999 роках понеділок після Великодня був робочим днем, оскільки відмінили право перенесення свят, які збігаються з суботою та неділею. Починаючи з 2000 року понеділок після Великодня завжди вихідний день, оскільки правило про перенесення свят, які збігаються з суботою та неділею відновили. |
| 26 квітня | Міжнародний день пам'яті про чорнобильську катастрофу | 26 квітня 1986 року сталася аварія на Чорнобильській АЕС. У вересні 2003 року на саміті СНД Президент України Леонід Кучма запропонував країнам-учасницям Співдружності оголосити 26 квітня Міжнародним днем пам'яті жертв радіаційних аварій і катастроф. Рада голів держав СНД підтримала цю пропозицію. |
| 30 квітня | День прикордонника | Професійне свято встановлене Указом Президента України 27 квітня 2018 року № 111. 30 квітня 1918 року було завершено звільнення всієї території України у міжнародно визнаних кордонах. Попередні дати свята: у 1992–2002 роках 4 листопада — у день прийняття Верховною Радою України у 1991 році Закону «Про Прикордонні війська України» (відповідно до Указу Президента України від 25 травня 1992 року № 308), у 2003–2017 роках 28 травня, як це було й за часів СРСР, у річницю підписання В. Леніним Декрету про створення прикордонної охорони. (Указ Президента України від 21 травня 2003 року № 431.) |
| Травень | | |
| 1 травня | День праці | Свято встановлене у більшовицькій Росії з 1918 року і закріпилося у календарі радянських свят як День міжнародної солідарності трудящих і було успадковане незалежною Україною без зміни назви. Також відоме як День праці. 1 травня вихідний день в Україні з 1918 року. У 1928—2017 роках додався ще один вихідний день, 2 травня. Вихідний 2 травня скасовано 16 листопада 2017 року. |
| 5 травня | День фахівців цивільно-військового співробітництва ЗСУ | День установлений відповідно до наказу Головнокомандувача Збройних Сил України від 24.12.2022 року № 333 «Про відзначення фахівців цивільно-військового співробітництва Збройних Сил України». |
| 6 травня | День піхоти | День установлений 19 квітня 2019 року Президентом України Петром Порошенком з метою вшанування мужності та героїзму воїнів механізованих, мотопіхотних, гірсько-штурмових військових частин і підрозділів Сухопутних військ Збройних Сил України, виявлених у боротьбі за свободу, незалежність та територіальну цілісність України, а також започаткування сучасних військових традицій. |
| 8 травня | День пам'яті та перемоги над нацизмом у Другій світовій війні 1939 – 1945 років                                                                                | Державне свято, встановлене 29 травня 2023 року Верховною Радою України замість Дня перемоги над нацизмом у Другій світовій війні 9 травня, яке припадало в один день з радянським Днем перемоги. |
| 9 травня | День Європи | Встановлений 2023 року з метою зміцнення єдності народів Європи, забезпечення миру, безпеки й стабільності на Європейському континенті, засвідчуючи відданість ідеалам та цінностям демократії, підтримуючи ініціативи молодіжних та інших громадських об'єднань, усвідомлюючи європейську ідентичність Українського народу. З 2003 по 2022 рік відзначався у третю суботу травня, з 2023 року відзначається разом із країнами Європейського Союзу. |
| Друга неділя травня | День матері | У 1928 році вперше День матері відсвяткував Союз Українок Канади, а в 1929 році свято прийшло до Галичини. Організатором торжеств була Олена Кисилівська, редактор тижневика «Жіноча доля». Законодавчо святкування Дня матері в Україні встановлене Указом Президента від 10.05.1999 № 489/99. Свято присутнє у Календарі Української лютеранської церкви. |
| 14 травня | День пам'яті українців, які рятували євреїв під час Другої світової війни                                                                                      | Встановлений 2 лютого 2021 року |
| 15 травня | День сім'ї | У 1993 році Генеральна асамблея ООН прийняла постанову, що починаючи з 1994 року 15 травня щорічно буде відзначатися Міжнародний день сім'ї. В Україні встановлений 28 липня 2023 замість Дня родини, що відзначався з 2012 року |
| 18 травня | День пам'яті жертв геноциду кримськотатарського народу | Пам'ятний день встановлений 16 травня 2014 року як «День боротьби за права кримськотатарського народу» на 18 травня — роковини депортації кримськотатарського народу з Криму у 1944 році. З 2016 року — з нинішньою назвою. |
| 18 травня | День резервіста України | День установлений 19 квітня 2019 року Президентом України Петром Порошенком ураховуючи важливу роль резервістів у справі захисту Вітчизни, її незалежності та територіальної цілісності, їх готовність у будь-який час стати до лав Збройних Сил України, інших утворених відповідно до законів України військових формувань, з метою дальшого розвитку сучасних військових традицій, зміцнення патріотичного духу у суспільстві. |
| третій четвер травня | День вишиванки | Громадська ініціатива, міжнародне свято, яке покликане зберегти споконвічні народні традиції створення та носіння етнічного вишитого українського одягу. Започатковане 2006 року. |
| третя субота травня | День науки | Професійне свято працівників науки встановлене Указом Президента України 14 лютого 1997 року. |
| третя неділя травня | День пам'яті жертв політичних репресій | Пам'ятний день встановлений Указом Президента України 21 травня 2007 року. Раніше існував День пам'яті жертв голодоморів та політичних репресій, що відзначався четвертої суботи листопада. |
| 20 травня | День банківських працівників | Професійне свято встановлене Указом Президента України 6 березня 2004 року. |
| 21 травня | День міжнаціональної злагоди і культурного розмаїття | Указом Президента України від 27 грудня 2024 року № 883/2024 в Україні встановлено свято, яке відзначає внесок корінних народів і національних меншин у зміцнення єдності та злагоди Українського народу, утвердження національної та громадянської ідентичності, сприяння вільному розвитку культурного розмаїття, а також їхній внесок у відстоювання державного суверенітету та незалежності України, зокрема у збройній боротьбі з державою-агресором. |
| 23 травня | День Героїв | Щорічне свято в Україні, встановлене на честь українських вояків — борців за волю України. Святкові та пам'ятні заходи проходять весь тиждень, на який припадає свято. |
| 23 травня | День морської піхоти | Встановлене у 2014 році. |
| 24 травня | День слов'янської писемності і культури | Свято встановлене Указом Президента України 17 вересня 2004 року. Відзначається в день вшанування пам'яті святих рівноапостольних Кирила і Мефодія. Може бути перенесено на 11 травня. |
| остання субота травня | День працівників видавництв, поліграфії і книгорозповсюдження                                                                                                  | Професійне свято встановлене Указом Президента України 25 травня 1999 року. |
| остання неділя травня | День хіміка | Професійне свято встановлене Указом Президента України 7 травня 1994 року. |
| 27 травня | День Сил спеціальних операцій Збройних сил України | Свято встановлене 26 липня 2016 року. |
| 28 травня | Всеукраїнський день краєзнавства | Щорічне свято краєзнавців, яке відзначається 28 травня. Саме цього дня 1925 року в місті Харкові розпочалася І Всеукраїнська конференція з краєзнавства під час роботи якої було створено Український комітет краєзнавства. Від цієї дати, який вважається офіційною датою інституціоналізації вітчизняного краєзнавчого руху, веде відлік своєї історії Національна спілка краєзнавців України. |
| 29 травня | Міжнародний день миротворців | Міжнародний день, що відзначається ООН щороку 29 травня, а також офіційно відзначається в Україні з 2003 р. згідно із Указом Президента України «Про Міжнародний день миротворців» від 30 квітня 2003 р. № 374/2003. Раніше в Україні відзначався День миротворця. |
| Червень | | |
| 1 червня | День захисту дітей | Встановлене в Україні 30 травня 1998 року. Цього дня відзначається Міжнародний день захисту дітей. Свято присутнє у Календарі Української лютеранської церкви. |
| перша неділя червня | День працівників водного господарства | Професійне свято, встановлене 18 березня 2003 року |
| перша неділя червня | День працівників місцевої промисловості | Професійне свято, встановлене 20 серпня 2002 року |
| 4 червня | День вшанування пам'яті дітей, які загинули внаслідок збройної агресії Російської Федерації проти України                                                      | Пам'ятний день, встановлений Верховною Радою України у 2021 році. Цього дня на державному рівні вшановується пам'ять дітей, що загинули внаслідок збройної агресії Російської Федерації проти України. |
| 6 червня | День журналіста | Професійне свято, встановлене 25 травня 1994 року. За дату святкування визначено 6 червня — день прийняття 6 червня 1992 року Спілки журналістів України до Міжнародної федерації журналістів. |
| Дата змінна (неділя між 10 травня (23 травня) і 13 червня (26 червня)                                                                                     | Трійця (П'ятидесятниця) | Християнське свято. Завжди припадає на неділю, в Україні на державному рівні відзначають відповідно до православної традиції. Оскільки свято припадає на вихідний день, наступний понеділок в Україні — неробочий день. Офіційне свято встановлене з 1991 року, але воно не призвело збільшення вихідних дней, оскільки припадає завжди на неділю. У 1995—1997 роках понеділок після Трійці був вихідним днем, оскільки був прийнятий закон про перенесення свят, які збігаються з суботою та неділею. У 1998 році понеділок після Трійці був робочим днем, оскільки цей закон відмінили. Починаючи з 1999 року понеділок після Трійці завжди вихідний день, оскільки прийняли ще один закон, який це правило відновив. |
| друга неділя червня | День працівників легкої промисловості | Професійне свято, встановлене 9 червня 1994 року. |
| 12 червня | День працівника фондового ринку | Професійне свято, встановлене 11 березня 2008 року. |
| 13 червня | День звільнення Маріуполя від проросійських терористів | Пам'ятний день |
| Третя неділя червня | День батька | Пам'ятний день встановлено Указом Президента України № 274/2019 18 травня 2019 року. Свято присутнє у Календарі Української лютеранської церкви. |
| 19 червня | День фермера | Установлений Указом Президента України № 234/2020 18 червня 2020 року, враховуючи значення фермерських господарств для розвитку сільського господарства України, їх внесок у вирішення питань продовольчої безпеки держави |
| 22 червня | День скорботи і вшанування пам'яті жертв війни в Україні | Пам'ятний день встановлено 17 листопада 2000 року на вшанування пам'яті жертв німецько-радянської війни, яка почалася 22 червня 1941 року. |
| 23 червня | День державної служби | Професійне свято встановлене 4 квітня 2003 року. Збігається з Днем державної служби ООН — міжнародним святом. |
| 24 червня | Різдво Івана Предтечі | Християнське Свято. Відзначається усіма християнами в Україні. |
| остання неділя червня | День молодіжних та дитячих громадських організацій | Свято, встановлене 27 червня 2008 року, спочатку відзначалось у третю неділю травня, але 24 травня 2011 року було перенесено на останню неділю червня. |
| 28 червня | День Конституції України | Відзначається з 1996 року. Вихідний день в Україні з 1997 року. |
| 29 червня | День апостолів Петра і Павла | Християнське Свято. Відзначається усіма християнами в Україні. |
| Липень | | |
| 1 липня | День архітектури України | Відзначається з 1995 року. |
| Перша неділя липня | День Військово-Морських Сил Збройних Сил України | Свято встановлене 17 серпня 1996 року і відзначалося 1 серпня. Указом Президента України 24 березня 2006 року було перенесене на першу неділю липня. Було скасоване у 2008, відновлене з 2015 року. |
| Перша неділя липня | День працівників морського та річкового флоту | Професійне свято встановлене 29 червня 1993 року. У 2009—2011 роках цього дня відзначався День флоту України, який потім (до 2014 року) був перенесений на останню неділю липня. |
| 4 липня | День судового експерта | Професійне свято встановлене 10 червня 2009 року. |
| 4 липня | День Національної поліції України | Професійне свято, встановлене 9 грудня 2015 року і до 2017 року зазначене свято відзначалося 4 серпня — у день підписання Президентом Закону України «Про Національну поліцію». З 2018 року відзначається 4 липня — на честь події 2015 року, коли перші патрульні поліцейські прийняли першу присягу на Софійській площі у Києві. |
| 5 липня | День звільнення Слов'янська від проросійських терористів | Пам'ятний день. |
| 5 липня | День звільнення Краматорська від проросійських терористів | Пам'ятний день. |
| 7 липня | День працівника природно-заповідної справи | Професійне свято запроваджене 18 серпня 2009 року. |
| Друга неділя липня | День рибалки | Професійне свято, яке встановлене в Україні 22 червня 1995 року. Відповідне свято відзначалося в СРСР також у другу неділю липня. |
| 15 липня | День Української Державності | Відповідно до Указу Президента України від 24 серпня 2021 року [Архівовано 24 серпня 2021 у Wayback Machine.], 15 липня в Україні відзначають День Української Державності «З метою утвердження спадкоємності понад тисячолітньої історії українського державотворення». |
| 15 липня | День хрещення Київської Русі — України. | Відзначається з 2008 року у день пам'яті святого рівноапостольного князя Володимира. 28 липня 2023 свято перенесене на 15 липня |
| 15 липня | День українських миротворців | Відзначається з 2013 року. Постанова ВР України № 1165 [Архівовано 18 серпня 2013 у Wayback Machine.] |
| 16 липня | День бухгалтера | Професійне свято, встановлене в Україні 18 червня 2004 року. |
| 19 липня | День тренера | Професійне свято, встановлене в Україні 24 червня 2021 року. |
| 20 липня | Міжнародний день шахів та День шахів в Україні | Відзначається з 1966 року за ініціативою Всесвітньої шахової федерації (ФІДЕ). Як День шахів в Україні проголошений 1 листопада 2011 року Постановою Верховної Ради України. |
| Третя неділя липня | День працівників металургійної та гірничодобувної промисловості                                                                                                | Професійне свято — День металурга — було встановлено в Україні (як і до того в СРСР) на третю неділю липня 3 червня 1993 року. З 2006 року — сучасна назва. |
| 27 липня | День медичних працівників | Професійне свято, встановлене в Україні згідно з Указом Президента України від 13 червня 2023 року. |
| Остання неділя липня | День працівників торгівлі | Професійне свято, встановлене 5 червня 1995 року. |
| Серпень | | |
| перша неділя серпня | День Повітряних Сил Збройних Сил України | Встановлене 27 червня 2007 року. |
| 6 серпня | Преображення Господнє | Християнське свято. |
| 8 серпня | День військ зв'язку | Встановлене 1 лютого 2000 року |
| 12 серпня | День молоді | У відповідності з указом Президента України України від 28 липня 2021 року №-333/2021 «Про День молоді» |
| друга неділя серпня | День будівельника | Професійне свято встановлене в Україні 22 липня 1993 року. Дата і назва свята — незмінні з радянських часів. |
| друга неділя серпня | День працівників ветеринарної медицини | Встановлене 1 листопада 2001 року |
| 15 серпня | День археолога | Встановлене в Україні 6 серпня 2008 року. До того відзначалося неофіційно. |
| 15 серпня | Успіння Пресвятої Богородиці Діви Марії. | Християнське свято. |
| 19 серпня | День пасічника | Встановлене 15 серпня 1997 року. Може бути перенесене на 6 серпня. |
| 23 серпня | День Державного Прапора України | Відзначається з 2004 року. Свято також присутнє у Календарі Української лютеранської церкви. |
| 24 серпня | День Незалежності України | Відзначається з 1992 року. У 1991 році вихідним днем було 16 липня. Починаючи з 1992 року свято перенесли на 24 серпня. З 1992 року 24 серпня вихідний день в Україні. |
| 29 серпня | День пам'яті захисників України, які загинули в боротьбі за незалежність, суверенітет і територіальну цілісність України                                       | Встановлений 24 серпня 2019 року |
| 29 серпня | Усікновення голови Івана Хрестителя | Християнське свято. |
| остання субота серпня | День авіації | Професійне свято працівників цивільної авіації встановлене 16 серпня 1993 року. |
| остання неділя серпня | День шахтаря | Професійне свято встановлене 16 серпня 1993 року. Дата і назва свята — незмінні з радянських часів. |
| Вересень | | |
| 1 вересня | День знань | Офіційно відзначається з 1984 року. Традиційний початок навчального року на пострадянському просторі. |
| 2 вересня | День нотаріату | Встановлене 22 лютого 2010 року. |
| перша неділя вересня | День підприємця | Встановлене 5 жовтня 1998 року. |
| 7 вересня | День воєнної розвідки України | Встановлене 7 вересня 2022 року Указом Президента України |
| 8 вересня | Різдво Пресвятої Богородиці | Християнське свято. |
| друга субота вересня | День фізичної культури і спорту | Встановлене 29 червня 1994 року. |
| друга субота вересня | День українського кіно | Встановлене 12 січня 1996 року. |
| друга неділя вересня | День працівників нафтової, газової та нафтопереробної промисловості                                                                                            | Відзначається з 1989 року. |
| друга неділя вересня | День пам'яті українців — жертв примусового виселення з Лемківщини, Надсяння, Холмщини, Південного Підляшшя, Любачівщини, Західної Бойківщини у 1944—1951 роках | Встановлений 8 листопада 2018 року |
| 14 вересня | День танкових військ | Встановлене 9 вересня 2023 року |
| 14 вересня | Воздвиження Хреста Господнього | Християнське Свято. |
| 17 вересня | День рятівника | Встановлене 12 вересня 2008 року |
| 17 вересня | День усиновлення | Свято встановлене 27 листопада 2008 року, відзначалося 30 вересня. 28 липня 2023 свято перенесене на 17 вересня (День Віри, Надії, Любові та матері їхньої Софії) |
| третя субота вересня | День винахідника і раціоналізатора | Встановлене 16 серпня 1994 року |
| третя субота вересня | День фармацевтичного працівника | Встановлене 7 вересня 1999 року. |
| третя субота вересня | День працівника лісу | Встановлене 28 серпня 1993 року |
| 21 вересня | День миру | Встановлене 5 лютого 2002 року. Збігається з Міжнародним днем миру. |
| 22 вересня | День партизанської слави | Встановлене 30 жовтня 2001 року на вшанування учасників партизанського руху в Україні під час нацистської окупації у 1941-44 роках. |
| 27 вересня | День туризму | Збігається з Всесвітнім днем туризму. В Україні встановлене 21 вересня 1998 року. |
| четверта неділя вересня | День машинобудівника | Встановлене 8 вересня 1993 року |
| 30 вересня | Всеукраїнський день бібліотек | Свято встановлене 14 травня 1998 року. |
| Жовтень | | |
| 1 жовтня | День захисників і захисниць України | Президент України 13 жовтня 2014 року підписав указ, відповідно до якого щороку 14 жовтня відзначатиметься День захисника України. 5 березня 2015 року депутати Верховної Ради проголосували за президентський законопроєкт, де передбачається внесення змін до статті 73 Кодексу законів про працю і визначається 14 жовтня як державне свято і вихідний день. 14 липня 2021 року Верховна Рада України перейменувала свято на День захисників і захисниць України. 14 липня 2023 року Верховна Рада України перенесла його на 1 жовтня. |
| 1 жовтня | Покрова Пресвятої Богородиці | Християнське свято. |
| 1 жовтня | День Українського козацтва | Свято встановлене 7 серпня 1999 року. 28 липня 2023 свято перенесене на 1 жовтня (День Покрови Пресвятої Богородиці) |
| 1 жовтня | День ветерана, Міжнародний день осіб похилого віку | Щорічне відзначення Міжнародного дня громадян похилого віку в Україні встановлене 26 вересня 1997 року, День ветерана — Указом Президента України 24 вересня 2004 року |
| перша неділя жовтня | День територіальної оборони України | Встановлене 30 вересня 2020 року Указом Президента України № 417/2020 |
| перша неділя жовтня | День працівників освіти | Професійне свято працівників освіти України |
| перша неділя жовтня | День кадрового працівника | Встановлене 1 вересня 2008 року |
| 8 жовтня | День юриста | Встановлене 16 вересня 1997 року |
| 10 жовтня | День працівників стандартизації та метрології | Встановлене 8 жовтня 2002 року. |
| друга неділя жовтня | День художника | Встановлене 9 жовтня 1998 року |
| друга неділя жовтня | День працівників державної санітарно-епідеміологічної служби                                                                                                   | Встановлене 5 жовтня 2004 року. |
| 14 жовтня | День заснування УПА | Встановлене у 1947 році як відзначення символічної дати заснування УПА. 14 жовтня обрано тому, що на цю дату тоді припадало свято Покрови. Не має офіційного статусу. |
| третя субота жовтня | День працівників целюлозно-паперової промисловості | Встановлене 1 жовтня 2008 року |
| третя неділя жовтня | День працівників харчової промисловості | Встановлене 8 серпня 1995 року |
| 27 жовтня | День української писемності та мови | Відзначається з 1997 року. Встановлений Леонідом Кучмою. 28 липня 2023 свято перенесене на 27 жовтня (День пам'яті Нестора-Літописця) |
| 28 жовтня | День визволення України від фашистських загарбників | Відзначається з 2009 року. |
| остання неділя жовтня | День автомобіліста і дорожника | Встановлене 13 жовтня 1993 року. День автомобіліста в СРСР відзначався з 1980 року. |
| Листопад | | |
| 3 листопада | День інженерних військ | Встановлене 27 жовтня 1999 року. |
| 4 листопада | День залізничника | Професійне свято встановлене 15 липня 1993 року — за радянською традицією на першу неділю серпня. З 2003 року було перенесено на 4 листопада. Саме 4 листопада 1861 року з Відня через Перемишль до Львова прибув перший потяг. |
| Перша неділя листопада | День працівника соціальної сфери | Професійне свято встановлене 13 травня 1999 року. |
| 9 листопада | Всеукраїнський день працівників культури та майстрів народного мистецтва                                                                                       | Свято встановлене у 2000 році як Всеукраїнський день працівників культури та аматорів народного мистецтва. У 2011 році встановлено сучасну назву та змінено дату — на третю неділю травня, а з 2014 перенесено на 9 листопада. |
| 16 листопада | День працівників радіо, телебачення та зв'язку | Відзначається з 1994 року. |
| 17 листопада | День студента | Відзначається з 1999 року. Припадає на Міжнародний день студентів. |
| Третя неділя листопада | День працівників сільського господарства | Встановлене 7 жовтня 1993 року. |
| Третя неділя листопада | День скловиробника | Встановлене 9 грудня 2003 року. |
| 18 листопада | День сержанта Збройних Сил України | День установлений 19 квітня 2019 року Президентом України Петром Порошенком ушановуючи відданість, відповідальність та професіоналізм сержантів і старшин Збройних Сил України, їх мужність та героїзм у боротьбі за свободу, незалежність та територіальну цілісність України, з метою примноження військових традицій сержантського і старшинського складу Збройних Сил України. |
| 19 листопада | День працівників гідрометеорологічної служби | Встановлене 11 березня 2003 року. |
| 21 листопада | День Гідності та Свободи | Відзначається з 2014 року. Святкується на честь початку в цей день Помаранчевої революції (2004) та Революції Гідності (2013). |
| 21 листопада | День десантно-штурмових військ | Встановлене 2017 року. До того відзначалося 2 серпня як День аеромобільних військ (з 1999 до 2011) чи День високомобільних десантних військ (з 2012 до 2017). Може бути перенесене на 8 листопада (День Архістратига Михаїла). |
| 21 листопада | Введення в Храм Пресвятої Діви Марії | Християнське Свято. Відзначається усіма християнами України. |
| Четверта субота листопада | День пам'яті жертв голодоморів | Пам'ятний день встановлений 26 листопада 1998 року. У 2000—2006 роках також у цей день вшановувалися жертви політичних репресій. |
| Грудень | | |
| 1 грудня | День працівників прокуратури | Встановлене у 2000 році. Цього дня у 1991 році набув чинності Закон України «Про прокуратуру» |
| 4 грудня | День ракетних військ і артилерії ЗСУ | Встановлене 2 листопада 2024 року Указ Президента №748/2024 |
| 5 грудня | День працівників статистики | Встановлене 2 грудня 2002 року. |
| 6 грудня | День Збройних сил України | Відзначається з 1993 року згідно із постановою Верховної Ради України. Саме в цей день — 6 грудня 1991 року був ухвалений закон України «Про Збройні Сили України». |
| 6 грудня | День святого Миколая | Християнське свято, що припадає на день пам'яті святого Миколая Чудотворця. |
| 7 грудня | День місцевого самоврядування | 7 грудня 1990 року, Верховна Рада України ухвалила Закон України «Про місцеве самоврядування». Свято встановлене 25 листопада 2000 року. |
| Друга неділя грудня | День благодійництва | Відзначається щорічно у другу неділю грудня з 2008 року. |
| 12 грудня | День Сухопутних військ України | Свято встановлене 18 жовтня 1997 року. |
| 14 грудня | День вшанування учасників ліквідації наслідків аварії на Чорнобильській АЕС                                                                                    | Цього дня у 1986 році завершено спорудження саркофага над зруйнованим енергоблоком АЕС. Пам'ятний день встановлений 10 листопада 2006 року. |
| 15 грудня | День працівників суду | Встановлене 8 грудня 2000 року. |
| 17 грудня | День працівника державної виконавчої служби | Встановлене 22 липня 2009 року. |
| 18 грудня | День військової контррозвідки України | Встановлене 18 грудня 1991 року. |
| 19 грудня | День адвокатури | Встановлене 2 грудня 2002 року. |
| 22 грудня | День енергетика | Свято встановлене 12 листопада 1993 року. В СРСР з 1966 року також існувало таке свято, яке відзначалося 22 грудня, але у 1988 році воно було перенесено на третю неділю грудня. |
| 22 грудня | День працівників дипломатичної служби | Цього дня у 1917 році в УНР було створено Генеральний секретаріат міжнародних справ — предтеча сучасного МЗС. Свято встановлене 21 листопада 2005 року. |
| 24 грудня | День працівників архівних установ | Встановлене 30 жовтня 1998 року. |
| 24 грудня | | |
| 24 грудня | Святий Вечір | Одне з найурочистіших свят. Його відзначають напередодні Різдва Христового. |
| 25 грудня | Різдво Христове | Відзначається в Україні (ЗАКОН УКРАЇНИ від 14 липня 2023 року ) християнськими громадами за григоріанським календарем і новоюліанським календарем. 16 листопада 2017 року Верховна рада визнала 25 грудня офіційним святковим днем в Україні.. З 1991 по 2016 рік лише 7 січня мало статус неробочого (дата Різдва, яке відзначалося за юліанським календарем), у 2017—2023 роках святковими були обидві дати |
| 26 грудня | Собор Пресвятої Богородиці | Християнське свято в честь Діви Марії. Другий день Різдва Христового. |
| 27 грудня | День святого Стефана | Християнське свято, що припадає на день пам'яті апостола Стефана Першомученика. Третій день Різдва Христового. |
| 31 грудня | Щедрий вечір | Українське народно-церковне свято, вечір напередодні Нового року або святого Василія Великого |